# Színkülönbség
Színkülönbség mértéke annak, hogy két különböző szín mekkora mértékben tér el egymástól. Kifejezhető egyrészt a színingerek különbségéből, ez mérhető mennyiség. Kifejezhető azonban pszichofizikai érzékletek különbsége formájában is, mint színérzékletek különbsége. A színelmélet gyakorlati alkalmazásában és a méréstechnikában arra törekszünk, hogy a műszeresen mérhető színkülönbség mennél jobban megközelítse az érzéklet szerinti színkülönbséget, legyen annak lehető legjobb megközelítése. A színkülönbségek kezelése implikálja (beleérthetőként értelmezi), hogy a színtér, amelyben ezt meghatároztuk, egyenletes színtér legyen.
A Grassmann-törvény értelmében a szín azonosításához három egyenrangú és független adatra van szükség. Ezért a színkülönbséget három színtani jellemzőre épülő (trikromatikus) térbeli modellben euklideszi távolságok formájában fejezzük ki.

## Hagyományos, az érzékelésre épülő modellek

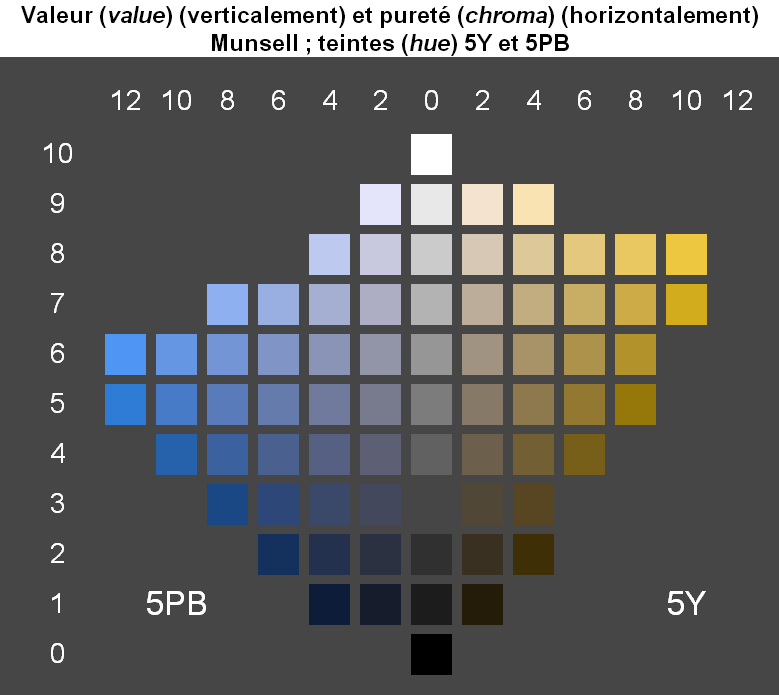
Két, csaknem ellentétes szín kiterített lapja a Munsell színminta atlaszban. Value: világosság, chroma: színesség, hue: színezet

A történelem során számos ilyen színegyeztetési modellt alkottak. Ezek közül érdemes kiemelni a Munsell és a svéd NCS színmodellt. A Munsell színmodell alapvető célkitűzése, hogy érzékelés szempontjából egyenletes lépésközű színteret alkosson. Hátránya, hogy értékeinek műszeresen mérhető színmegfeleltetési rendszerekre való átszámítása csak közelítő pontossággal oldható meg. Előnye, hogy kiterjed azokra a színekre is, amelyek sem számítógépes megjelenítőn, sem nyomtatással nem közelíthető meg. Ezért a Munsell színminta atlasz számítógépes formában úgy ábrázolható, hogy az RGB színtéren kívül eső színeket halványított formában jeleníti meg. A svéd NCS (Natural Colour System) hasonlóképpen színatlasz formájában készült el, és használatban van jelenleg is. A színtér folytonos, azzal az igénnyel, hogy  a színkülönbségek egyenközűek legyenek, de metrikus rendszerbe való átszámításuk csak közelítő értékekkel lehetséges.

## CIE 1931
A Nemzetközi Világítástechnikai Bizottság több munkacsoport együttműködése eredményeképp meghatározta az emberi látás (spektrális) láthatósági függvényét, az emberi színlátás három összetevőjének spektrális függvényét, és ezt 1931-ben nyilvánosságra hozta. Meghatározta a három alapszíninger értékét, valamint az RGB és XYZ színinger tér koordinátáit. Ezzel térbeli modellt alkotott, amelyben mérhető és számítható mennyiséggé tette az euklideszi távolságok, azaz: a színkülönbségek meghatározását. Az rgb és RGB színtér fejlesztése leállt, ezeket ma nem használják. Az xyz és XYZ színtérre épülő rendszerek azonban alkalmasakká váltak a továbbfejlesztésre és a nemzetközi adatcsere céljaira való felhasználására. A fejlesztés legfontosabb lépései az emberi látás alkalmazkodási képességeinek számszerű felmérése, mint az éles látás és a nagy látóterű látás közti különbség felmérése, illetve a megvilágítás körülményeknek (a színhőmérsékletnek) meghatározása. Ennek egyik fontos lépcsőfoka a kiegészítő színmérő észlelő megfogalmazása (1964).
Az alapvető CIE 1931  színetekhez nem fogalmaztak meg színkülönbséget, vagy színezeti különbséget. Csupán a színességi diagramon szokás {\displaystyle {\Delta x}} és {\displaystyle \Delta y} értékekből számítani. Színezeti különbséget (chromatity difference; vagy hue difference) hivatalosan a három alapszínre épülő  (trikromatikus) színtérben kell értelmezni, de használatban vannak a két színességi adatra épülő értékek is (xy, u'v', uv, ab). A helyzet akkor változott meg, amikor érvénybe lépett az első egyenletes színtér.

## Egyenletes színterek
A Nemzetközi Világítástechnikai Szótár többféle színkülönbséghez kapcsolódó fogalmat tartalmaz.
Alapvetően színkülönbségnek nevezhető, ha a különbség mérőszáma a világossági és a színezeti jellemzőket egyaránt tekintetbe veszi. Színezeti különbségnek nevezzük, ha csak a színinger adtok (színinger koordináták) különbségét vesszük számításba (chromaticity difference, hue difference néven említik). Színinger különbségnek nevezzük, ha nem az észlelet, hanem az emberi szubjektumtól független valóságos színingerek különbségét fejezzük ki. Végül észlelt (pszichofizikai) színkülönbségnek nevezzük, ha az emberi észlelő befolyását is figyelembe vesszük.

### Az ILV a színkülönbségekről
A Nemzetközi Világítástechnikai Szótár a következő szócikkekben említi a színkülönbséggel kapcsolatos fogalmakat.
- 17-22-041 perceptual; perceived – észlelt színkülönbség
- 17-23-007 metamerism (845-03-05 metaméria) spektrálisan eltérő, de azonosnak látszó színes fényingerek
- 17-23-015 psichophysical colour difference – hivatkozik két színingertér nevére; ezek a CIE 1976 L*a*b* (17-23-077) és a CIE 1976 L*u*v* (17-23-075) színkülönbségek
- 17-23-071 uniform colour space – ilyennek tekint bármely színteret, amely teljesíti az egyenközűség feltételeit
- 17-23-080 chromaticity difference – színezeti különbség az  u v színkoordinátákra vonatkozóan
- 17-23-073 chromacity diagram UCS, u'v' színességi koordinátákra vonatkozóan
- 17-23-079 chromaticity scale diagram;  1960 – ez a kétdimenziós uv színességi síkra vonatkozik

17-23-055  (845-03-36) spectral chromaticity coordinates – ez a szabványlap tartalmazza kiemelten az egyszerű, illetve a kiegészítő színmérő észlelő színkoordinátáit, tehát az
{\displaystyle {r}(\lambda ),{g}(\lambda ),{b}(\lambda )}
{\displaystyle {r_{10}}(\lambda ),{g_{10}}(\lambda ),{b_{10}}(\lambda )}
{\displaystyle {x}(\lambda ),{y}(\lambda ),{z}(\lambda )} és
{\displaystyle {x_{10}}(\lambda ),{y_{10}}(\lambda ),{z_{10}}(\lambda )} spektrális színkoordinátákat.

### Az UCS
CIE 1960 uniform chromaticity scales néven fogalmazták meg az első olyan színteret, amelyhez színkülönbségi képlet is használható.  Változói az XYZ-ből levezetve az UVW, majd ebből az uv színességi koordináták. Ekkor még csak színezeti különbséget számítottak.  
{\displaystyle \Delta C={\sqrt {(\Delta u^{})^{2}+(\Delta v^{})^{2}}}}Következett a CIE 1964 színtér U*V*W* változókkal, és a színkülönbségi mérőszám
{\displaystyle \Delta E_{\text{CIEUVW}}={\sqrt {\left(\Delta U^{*}\right)^{2}+\left(\Delta V^{*}\right)^{2}+\left(\Delta W^{*}\right)^{2}}}}

## 1976 egyenletes színterek
Ez az év két lényeges változást hozott. Mindkettő azonos módon definiálta az L* világossági jellemző értékét. Az egyik a CIE 1964-re épült, az  u' v' kromatikus koordinátákkal. Ez a színességi diagram a zöldek rovására jelentősen kiemelte a bíbor és vörös színeket. Épp ezért a v' értékét 3/2-szersére növelték. További változtatást jelentett a CIELUV, amelynek változói L* u* v*.  Számításánál figyelembe kell venni a vonatkoztatási megvilágítás ú.n. fehér pontját, amely a színhőmérséklethez igazodik. Ezt vagy 0 (nulla), vagy n  jelzi a képletekben (normal, ez ebben a szövegösszefüggésben szabványt jelent).  
{\displaystyle {\begin{aligned}L^{*}&={\begin{cases}\left({\frac {29}{3}}\right)^{3}Y/Y_{n},&Y/Y_{n}\leq \left({\frac {6}{29}}\right)^{3}\\116\left(Y/Y_{n}\right)^{1/3}-16,&Y/Y_{n}>\left({\frac {6}{29}}\right)^{3}\end{cases}}\\u^{*}&=13L^{*}\cdot (u^{\prime }-u_{n}^{\prime })\\v^{*}&=13L^{*}\cdot (v^{\prime }-v_{n}^{\prime })\end{aligned}}}
Egyértelművé vált a térbeli színkülönbség értelmezése, amely a világossági és a két színességi jellemzőből épül fel:{\displaystyle \Delta E_{u,v}^{*}={\sqrt {(\Delta L^{*})^{2}+(\Delta u^{*})^{2}+(\Delta v^{*})^{2}}}}
Az így kialakult rendszerek fennmaradtak, de csak meghatározott szakterületeken használják. Ilyen például a színvisszaadási index. Még ugyanabban az évben megszületett a komoly vetélytárs: a CIELAB.

## CIELAB
A CIE 1976 Lab sikere töretlen, és a színkülönbséget számos szakterület eredeti formájában használja.
Csupán a XX. század végén merültek fel azok a kérések, amelyek figyelembe veszik a különféle igényeket és megfigyelési körülményeket, leginkább a textilipar és a nyomdaipar számára. Ezt különféle súlyozó tényezőkkel valósították meg; CMC (Color Management Committee) Így alakultak ki a CIELAB színkülönbség változatai
Ezek közül az 1976 évi változat az általánosan ismert és legegyszerűbb változat:
{\displaystyle \Delta E_{a,b}^{*}={\sqrt {(\Delta L^{*})^{2}+(\Delta a^{*})^{2}+(\Delta b^{*})^{2}}}}
Az alábbiakban látható, mennyire bonyolult változatot dolgoztak ki abból a célból, hogy a színkülönbségi képlet több különféle igényhez igazítható legyen. Az SL, S1, S2,  KL, K1, K2 súlyozó tényezőket a nyomdaipar és a textilipar igényei szerint kell megválasztani.  
{\displaystyle \Delta E_{94}^{*}={\sqrt {\left({\frac {\Delta L^{*}}{k_{L}S_{L}}}\right)^{2}+\left({\frac {\Delta C_{ab}^{*}}{k_{C}S_{C}}}\right)^{2}+\left({\frac {\Delta H_{ab}^{*}}{k_{H}S_{H}}}\right)^{2}}}}, ehhez
{\displaystyle {\begin{aligned}\Delta L^{*}&=L_{1}^{*}-L_{2}^{*},\\C_{1}^{*}&={\sqrt {{a_{1}^{*}}^{2}+{b_{1}^{*}}^{2}}},\\C_{2}^{*}&={\sqrt {{a_{2}^{*}}^{2}+{b_{2}^{*}}^{2}}},\\\Delta C_{ab}^{*}&=C_{1}^{*}-C_{2}^{*},\\\Delta H_{ab}^{*}&={\sqrt {{\Delta E_{ab}^{*}}^{2}-{\Delta L^{*}}^{2}-{\Delta C_{ab}^{*}}^{2}}}={\sqrt {{\Delta a^{*}}^{2}+{\Delta b^{*}}^{2}-{\Delta C_{ab}^{*}}^{2}}},\\\Delta a^{*}&=a_{1}^{*}-a_{2}^{*},\\\Delta b^{*}&=b_{1}^{*}-b_{2}^{*},\\S_{L}&=1,\\S_{C}&=1+K_{1}C_{1}^{*},\\S_{H}&=1+K_{2}C_{1}^{*},\\\end{aligned}}}
| konstans              | grafikai alkalmazásra | textilipari alkalmazásra |
| --------------------- | --------------------- | ------------------------ |
| {\displaystyle k_{L}} | 1                     | 2                        |
| {\displaystyle K_{1}} | 0.045                 | 0.048                    |
| {\displaystyle K_{2}} | 0.015                 | 0.014                    |

A változatok időbelisége:
- CIELAB 1976
- CIE94
- CIECAM97 (színmegjelenítési modell)
- CIEDE2000
- CIECAM02 (színmegjelentési modell)
- CAM16-UCS

## COLOROID
A COLOROID kifejlesztésének meghatározó eleme, hogy színharmóniák tekintetében egyenközű színteret fogalmazzon meg. Színkülönbség (tűréstartomány) a CIE {\displaystyle \Delta E} alapján
{\displaystyle \Delta A<0,6}
{\displaystyle \Delta T<1,3}
{\displaystyle \Delta V<0,9}

## A képmegjelenítőkhöz kifejlesztett színterek
Az Amerikai Egyesült Államokban 1953 körül kezdték kifejleszteni a színes televízió rendszereket (NTSC) a katódsugárcsöves megjelenítőkhöz. Ehhez feltétlenül hozzátartozott az, hogy ez az adásmód kompatibilis legyen a fekete-fehér televíziós rendszerrel.  Alapjának tehát az azonos világosságértékeknek kellett lennie. Minthogy a vevőkészülék három szín megjelenítését igényelte, így adódott, hogy két színességjel különbségét továbbítsák két színsegédvivővel. Az így létrehozott rendszer valójában megelőzte a hozzá hasonló CIE színrendszereket. Az analóg televíziós változatban YCC formájában határozták meg, Itt Y a Luma (világosságjel), CB a kék, CR a vörös (minthogy az Y számításához felhasználják a G zöld jelet is, a B kék és az R vörös jel lehetővé teszi, a G zöld jel helyreállítását). A C betű jelentése: chrominance channel (színességi csatorna).
A megjelenítendő színjelek helyreállíthatóak például így:
R = Y + 1,4075 * (Cr - 128)
G = Y - 0,3455 * (Cb - 128) - 0,7169 * (Cr - 128)
B = Y + 1,7790 * (Cb - 128)
Újabban a különbözeti jelek az T és P lettek. A megjelenítés korlátai viszont azon múlt, milyen vörös, zöld és kék fényt sugárzó anyagokat (fényporokat) lehet gazdaságosan felhasználni. Emiatt létre kellett hozni a CIE színinger rendszertől eltérő, de szintén RGB betűkkel azonosítható három alapszínt. Az így kialakított rendszernek a XXI. század elejére már a digitális jeltovábbítás igényeit is ki kellett elégítenie. Ez az I CT Cp  rendszer, amelynek színkülönbségi képlete a következő (I = intensity, megfelel a világosságjel értékének, C = chromatity: színességjel):
{\displaystyle \Delta E_{\text{ITP}}=720{\sqrt {(I_{1}-I_{2})^{2}+(T_{1}-T_{2})^{2}+(P_{1}-P_{2})^{2}}},}, amelyben a színességi változókat az emberi szem csapérzékenységeinek értékéből (LMS) vezették le. Az ebből a számítástechnika számára kifejlesztett rendszer az sRGB

### sRGB színtér
Az sRGB alapszíningerek hullámhossza (a 2020-as évek állapotát tekintve):
| CIE 1931 | {\displaystyle \lambda _{R}}=700 nm | {\displaystyle \lambda _{G}}=546 nm | {\displaystyle \lambda _{B}}=435 nm |
| sRGB     | {\displaystyle \lambda _{R}}=645 nm | {\displaystyle \lambda _{G}}=526 nm | {\displaystyle \lambda _{B}}=444 nm |

színkülönbségi képlete:
{\displaystyle \Delta {E_{RGB}}={\sqrt {(R_{2}-R_{1})^{2}+(G_{2}-G_{1})^{2}+(B_{2}-B_{1})^{2}}}.}
Az YCBCR az ITU szabványa (Nemzetközi Távközlési Egyesület), az sRGB pedig a az IEC (Nemzetközi Elektrotechnikai Bizottság).
A digitális technikában 0...255 közé eső hexadecimális rendszerben szokás számámításokat végezni.  Így például a HSV rendszerben így számítjuk a színkülönbséget h0, s0, v0 illetve h1,  s1, v1 színek között. Először számítjuk a részek segédváltozóit:
dh = min(abs(h1-h0), 360-abs(h1-h0)) / 180
ds = abs(s1-s0)
dv = abs(v1-v0) / 255
majd a színkülönbséget (itt nem használják a ΔE betűt):
distance = sqrt(dh*dh+ds*ds+dv*dv)
Ehhez hasonló RGB színterek nagy számban jöttek létre, de színkülönbségi mérőszámot nem határoztak meg.

## Tűrésmező

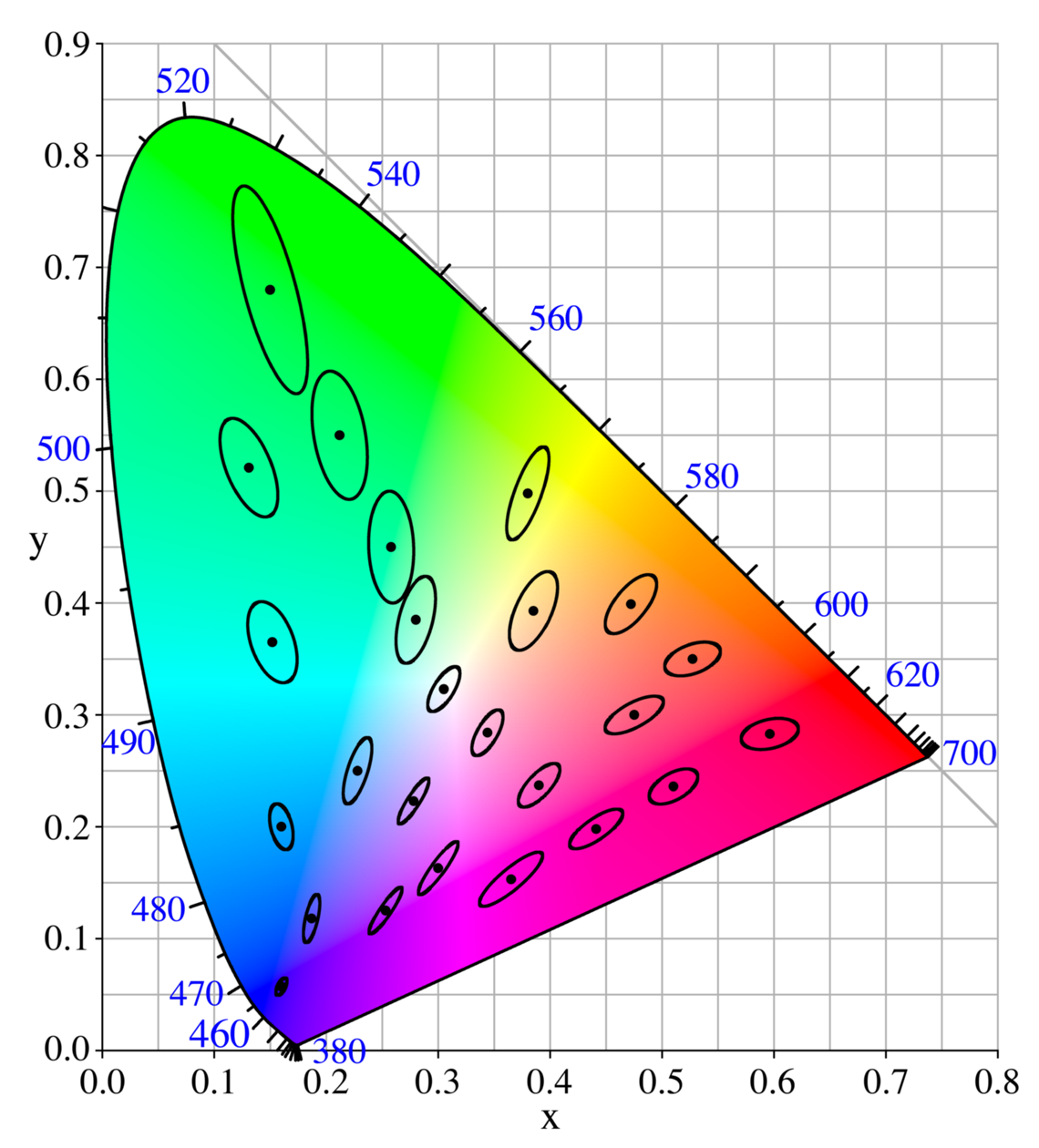
MacAdam tolerancia ellipszisek. A kék sznek tartományában igen kis eltérésket képesek vagyunk észlelni, a zöldek tartományában sokkal nagyobbat.

MacAdam az xy színháromszögben ábrázolta a színességi koordinátáknak azt a tartományát, amelyeket azonos mértékben vagyunk képesek megkülönböztetni egymástól, vagyis azonos színkülönbségeket fejeznek ki. Ez segít meghatározni a színkülönbségek megengedhető nagyságát.
Tűrés (tolerancia) értéket csak ismert színkülönbségi értékekből lehet meghatározni. Mint látjuk, ez megvalósult. Ilyet általánosságban a CIELAB színtérhez szokás megadni. Az ANSI ipari és kereskedelmi célokra a ΔE<5 értéket javasolja
| E*ab       | az érzékelt különbség |
| ---------- | --------------------- |
| 0...0,5    | nem vehető észre      |
| 0,5...1,5  | alig vehető észre     |
| 1,5.. 3,0  | észrevehető           |
| 3,0...6,0  | jól látható           |
| 6,0...12,0 | nagy                  |